# Edward Kusztal

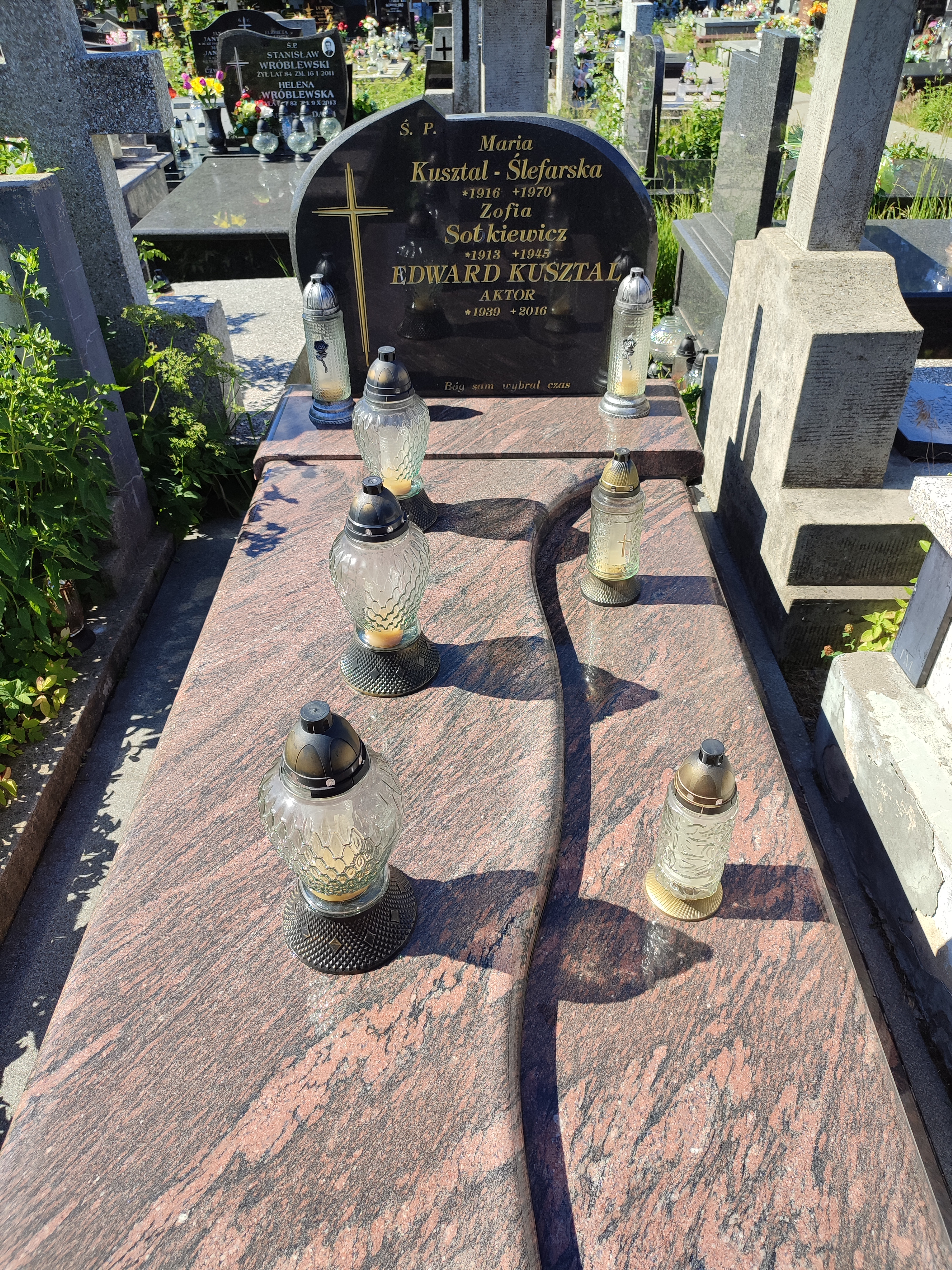
Grób Edwarda Kusztala na cmentarzu Nowym w Kielcach

Edward Kusztal (ur. 19 marca 1939 w Kielcach, zm. 1 września 2016 tamże) – polski aktor teatralny i filmowy.

## Życiorys
W 1960 zdał egzaminy na Wydział Aktorski do Szkoły Filmowej w Łodzi. Studia ukończył cztery lata później, a dyplom uzyskał w 1970. Był wielokrotnie nagradzany Dziką Różą – nagrodą Teatru im. Stefana Żeromskiego w Kielcach. W 1978 został uhonorowany odznaką „Zasłużony Działacz Kultury”, a w 1979 odznaką „Za Zasługi dla Kielecczyzny”. Był również laureatem Nagrody Miasta Kielce (1996). W 2016 został odznaczony Brązowym Medalem „Zasłużony Kulturze Gloria Artis”.
Do teatru trafił dzięki matce. Jego pierwszą rolą była rola Pasibrzucha w sztuce Ewy Szelburg-Zarembiny, którą zagrał w teatrze amatorskim w Wojewódzkim Domu Kultury w Kielcach, będąc w siódmej klasie szkoły podstawowej. W latach 1964–1967 występował na deskach Teatru Ziemi Opolskiej, od 1967 był aktorem Teatru im. Stefana Żeromskiego w Kielcach. Zagrał ponad sto ról teatralnych i około 80 filmowych. Grał również w serialach, m.in. w Przygodach pana Michała i Popielcu.
W latach 1994–1998 był radnym kieleckiej rady miasta.
Zmarł 1 września 2016 po ciężkiej chorobie. Został pochowany na cmentarzu Nowym w Kielcach.

## Filmografia
| - 1964: Obok prawdy - 1964: Koniec naszego świata - 1967: Skok - 1969: Przygody pana Michała − obrońca Kamieńca - 1971: Perła w koronie - 1971: Jeszcze słychać śpiew. I rżenie koni... - 1973: Stacja bezsenność - 1973: Nocleg - 1975: Dyrektorzy − Luśniak - 1978: Umarli rzucają cień - 1978: Ślad na ziemi − kierowca Szabacik - 1979: Detektywi na wakacjach (miniserial telewizyjny, reż. Leokadia Migielska) − Mietek, pracownik huty - 1979: Hotel Klasy Lux - 1980: Polonia Restituta - 1981: Najdłuższa wojna nowoczesnej Europy − uczestnik narady u księcia Radziwiła (odc. 2) - 1982: Popielec − Kurgan - 1982: Gry i zabawy |  | - 1983: Żeniac - 1984: Smażalnia story - 1986: Czas nadziei - 1986: Blisko, coraz bliżej − urzędnik niemiecki (odc. 11) - 1987: Sławna jak Sarajewo - 1990: Kramarz - 1991: Nad rzeką, której nie ma - 1993: 20 lat później - 1993: Dwa księżyce - 1995: Kamień na kamieniu - 1996: Dzień wielkiej ryby - 1998: Historia kina w Popielawach - 2000: Enduro Bojz - 2001: Przedwiośnie - 2002: Wszyscy święci - 2011: Księstwo |